# 舟橋村役場
舟橋村役場（ふなはしむらやくば）は、富山県にある日本の地方公共団体である舟橋村の組織が入り執行機関としての事務を行う施設（役所）。

## 概要
1889年3月28日の富山県令第46号で役場の位置が竹内村に定めるとあるが、これは最初の村役場が大字竹内の稲田健義初代村長、佐渡半治、佐渡秀貞4代目村長の自宅内に置かれたためである。1891年5月14日、役場のうちの稲田健義宅が焼失。1901年9月23日、村会の議決により竹内村906番地の佐渡半治宅に移転した。さらに1913年9月30日、舟橋地区に独立した役場庁舎が竣工。後に竹内地区に移転し、1931年4月、寄付金で学校と役場の間を7間の渡り廊下で繋いだ。1937年8月7日、竹内980番位に村役場が落成し、移転した。
現在の村役場庁舎は1976年6月10日に舟橋村総合庁舎として落成した建物である。設計は押田建築設計事務所、施工は林建設工業と新栄建設の共同企業体。第7回（昭和51年度）富山県建築賞入賞。